# Île Cook (îles Sandwich du Sud)
Pour les articles homonymes, voir Cook.
Ne doit pas être confondu avec îles Cook ou île Cook.
L'île Cook est l'une des îles les plus méridionales des îles Sandwich du Sud, proche de l'île Thule et de l'Île Bellingshausen.
Elle a été découverte par une expédition britannique commandée par le capitaine James Cook en 1775. L'île a été baptisée en l'honneur de James Cook par une expédition russe conduite par Bellingshausen, qui explorait les îles Sandwich du Sud entre 1819 et 1820.